# Ушаков, Николай Андреевич
Николай Андреевич Ушаков (1928—2016) — советский учёный-медик, офтальмолог, организатор здравоохранения и медицинской науки, доктор медицинских наук (1973), профессор (1979), полковник медицинской службы (1980). Лауреат Государственной премии СССР (1984). Заслуженный деятель науки Российской Федерации (1993).

## Биография
Родился 30 апреля 1928 года в селе Никольское Краснохолмского района Оренбургской области.
С 1945 по 1950 годы обучался в Оренбургском государственном медицинском институте, который окончил с отличием. С 1952 по 1957 год служил в рядах Советской армии в качестве военного врача-офтальмолога Кандалакшского военного госпиталя Мурманской области.
С 1957 по 1960 год обучался в адъюнктуре по кафедре офтальмологии Военно-медицинской академии имени С. М. Кирова. С 1960 по 1983 год — научный сотрудник, младший преподаватель, преподаватель и старший преподаватель кафедры офтальмологии, с 1983 по 1988 год — начальник Научно-исследовательской лаборатории по контактной коррекции зрения, с 1988 по 1995 год — заведующий Научно-исследовательской лаборатории по контактной коррекции зрения, микро и лазерной хирургии глаза. С 1995 по 2016 год — старший научный сотрудник и заведующий научно-исследовательской группы контактной коррекции зрения Научно-исследовательской лаборатории по Микрохирургии и контактной коррекции зрения кафедры офтальмологии Военно-медицинской академии имени С. М. Кирова.
В 1960 году Н. А. Ушаков защитил диссертацию на соискание учёной степени кандидата медицинских наук по теме «Ожоги век напалмом и их лечение: экспериментальное исследование», а в 1973 году — диссертацию на соискание учёной степени доктора медицинских наук по теме «Химические ожоги глаз: экспериментально-клиническое исследование». В 1979 году Н. А. Ушакову было присвоено учёное звание профессора. В 1980 году Приказом Министра обороны СССР Н. А. Ушакову было присвоено воинское звание полковника медицинской службы.
В 1983 году Постановлением ЦК КПСС и Совета Министров СССР «За серию работ по реабилитации больных с тяжёлыми и особо тяжёлыми ожогами глаз» Николай Андреевич Ушаков был удостоен Государственной премии СССР.
В 1993 году Указом Президента России «За заслуги в научной деятельности» Николаю Андреевичу Ушакову было присвоено почётное звание «Заслуженный деятель науки Российской Федерации».
Основная педагогическая и научно-методическая деятельность Н. А. Ушакова была связана с вопросами в области усовершенствования и применения полимеров в лечении заболеваний зрения, разработка мягких контактных линз для коррекции аномалий переломления, лечения различных заболеваний глаз, технологии операций по удалению катаракты различной степени тяжести, патогенеза и лечения химических ожогов глаз. Н. А. Ушаков являлся автором более 130 научных трудов и одиннадцати свидетельств на изобретения, им было внесено более восьмидесяти рационализаторских предложений, впоследствии внедрённых в практику.
Скончался 25 ноября 2016 года в Санкт-Петербурге.

## Награды

### Звания
- Заслуженный деятель науки Российской Федерации (1993[3])

### Премии
- Государственная премия СССР (1984[2][1])